# Ботан (Територија Белфор)
Ботан (фр. Botans) је насељено место у Француској у региону Франш-Конте, у департману Територија Белфор.
По подацима из 2011. године у општини је живело 289 становника, а густина насељености је износила 126,2 становника/km².

## Демографија
| 1962. | 1968. | 1975. | 1982. | 1990. | 2011. |
| ----- | ----- | ----- | ----- | ----- | ----- |
| 158   | 150   | 200   | 194   | 226   | 289   |